# Sherbournia amaraliocarpa
Sherbournia amaraliocarpa là một loài thực vật có hoa trong họ Thiến thảo. Loài này được (Wernham) Hepper miêu tả khoa học đầu tiên năm 1963.